# Alev
Alev ist ein türkischer weiblicher Vorname mit der Bedeutung „Flamme“, „Feuer“.

## Namensträger

### Vorname
- Alev Alatlı (1944–2024), türkische Ökonomin, Philosophin, Kolumnistin und Schriftstellerin
- Özlem Alev Demirel (* 1984), türkisch-deutsche Politikerin kurdischer Herkunft
- Alev Inan (* 1974), Pädagogin an der Universität Passau
- Alev Irmak (* 1980), türkisch-österreichische Schauspielerin
- Alev Korun (* 1969), österreichische Politikerin
- Alev Lenz (* 1982), deutsch-türkische Singer-Songwriterin
- Alev Seker (* 1985), deutsche Journalistin, Nachrichtensprecherin und Fernsehmoderatorin
- Alev Tekinay (* 1951), türkische Linguistin und Schriftstellerin

### Familienname
- Alvar Johannes Alev (* 1993), estnischer Skilangläufer